# Skilanglauf-Far-East-Cup 2012/13
Der Skilanglauf-Far-East-Cup  2012/13 war eine von der FIS organisierte Wettkampfserie, die am 20. Dezember 2012 in Pyeongchang begann und am 7. Januar 2013  in Sapporo endete.  Die Gesamtwertung bei den Männern gewann Nobu Naruse und bei den Frauen  Naoko Omori.

## Männer

### Resultate
| Datum             | Austragungsort  | Disziplin       | Sieger          | Zweiter              | Dritter           |
| ----------------- | --------------- | --------------- | --------------- | -------------------- | ----------------- |
| 20. Dezember 2012 | Alpensia Resort | 10 km klassisch | Yūichi Onda     | Akira Lenting        | Kōhei Shimizu     |
| 21. Dezember 2012 | Alpensia Resort | 15 km Freistil  | Nobu Naruse     | Nobuhito Kashiwabara | Kōhei Shimizu     |
| 26. Dezember 2012 | Otoineppu       | 10 km klassisch | Keishin Yoshida | Hiroyuki Miyazawa    | Nobu Naruse       |
| 27. Dezember 2012 | Otoineppu       | 10 km Freistil  | Nobu Naruse     | Keishin Yoshida      | Hiroyuki Miyazawa |
| 6. Januar 2013    | Sapporo         | 10 km Freistil  | Keishin Yoshida | Nobu Naruse          | Akira Lenting     |
| 7. Januar 2013    | Sapporo         | 10 km klassisch | Keishin Yoshida | Hiroyuki Miyazawa    | Akira Lenting     |

### Gesamtwertung Männer
| Rang | Name                 | Punkte |
| ---- | -------------------- | ------ |
| 1    | Nobu Naruse          | 401    |
| 2    | Keishin Yoshida      | 380    |
| 3    | Akira Lenting        | 331    |
| 4    | Yūichi Onda          | 326    |
| 5    | Nobuhito Kashiwabara | 258    |
| 6    | Hiroyuki Miyazawa    | 249    |
| 7    | Kōhei Shimizu        | 241    |
| 8    | Masaya Kimura        | 221    |
| 9    | Kaichi Naruse        | 215    |
| 10   | Tomoki Satou         | 140    |
| 11   | Junichi Igawa        | 103    |
| 12.  | Kosuke Hachiro       | 101    |
| 13.  | Tomuya Tanaka        | 95     |
| 14.  | Takatsugu Uda        | 91     |
| 15.  | Takeshi Sakurai      | 83     |
| 16.  | Takashi Koyama       | 82     |
| 16.  | Yuma Yoshida         | 82     |
| 18.  | Hikari Fujinoki      | 74     |
| 19.  | Daiki Kuriyama       | 59     |
| 20.  | Jun Ishikawa         | 58     |
| 20.  | Kentaro Ishikawa     | 58     |

| Rang | Name               | Punkte |
| ---- | ------------------ | ------ |
| 22.  | Jumpu Nishida      | 51     |
| 23.  | Atsushi Shimizume  | 48     |
| 24.  | Takuto Terabayashi | 39     |
| 25.  | Takanori Ebina     | 36     |
| 25.  | Hwang Jun-ho       | 36     |
| 27.  | Min-uk Kim         | 27     |
| 28.  | Shinya Saito       | 24     |
| 29.  | Tae-sung Kim       | 23     |
| 29.  | Takuma Kato        | 23     |
| 31.  | Seong-beom Park    | 21     |
| 32.  | Tatsuki Itabashi   | 20     |
| 32.  | Ryo Tachibana      | 20     |
| 34.  | Yosuke Kobayashi   | 19     |
| 34.  | Hiroshi Yamada     | 19     |
| 36.  | Takuy Nakashima    | 18     |
| 37.  | Yuuki Baba         | 16     |
| 38.  | Yong-jin Cho       | 15     |
| 38.  | Jeong Jong-won     | 15     |
| 40.  | Jeong-min Kim      | 14     |
| 40.  | Fumihiro Miura     | 14     |
| 40.  | Tsutomu Sasaki     | 14     |

| Rang | Name               | Punkte |
| ---- | ------------------ | ------ |
| 43.  | Sang-yong Park     | 13     |
| 43.  | Ryo Shimizume      | 13     |
| 45.  | Tae-bok Ha         | 12     |
| 45.  | Dae-hyun Kim       | 12     |
| 47.  | Shohei Kodama      | 10     |
| 47.  | Jae-bong Lee       | 10     |
| 47.  | Shohei Suginuma    | 10     |
| 47.  | Ryo Takahashi      | 10     |
| 51.  | Young-chan Cho     | 8      |
| 51.  | Takayuki Mochizuka | 8      |
| 51.  | Takumi Yumoto      | 8      |
| 54.  | Tsuyoshi Iikuza    | 7      |
| 55.  | Takuma Muraji      | 6      |
| 56.  | Takuma Kato        | 5      |
| 57.  | Jong-yeon Jeon     | 4      |
| 57.  | Rem Kamiguchi      | 4      |
| 57.  | Ho-jin Lee         | 4      |
| 60.  | Kim Eun-ho         | 3      |
| 61.  | Bum-ki Cho         | 1      |

## Frauen

### Resultate
| Datum             | Austragungsort  | Disziplin      | Sieger         | Zweiter        | Dritter         |
| ----------------- | --------------- | -------------- | -------------- | -------------- | --------------- |
| 20. Dezember 2012 | Alpensia Resort | 5 km klassisch | Naoko Omori    | Kozue Takizawa | Chisa Ōbayashi  |
| 21. Dezember 2012 | Alpensia Resort | 10 km Freistil | Chisa Ōbayashi | Chae-won Lee   | Sumiko Ishigaki |
| 26. Dezember 2012 | Otoineppu       | 5 km klassisch | Masako Ishida  | Yuki Kobayashi | Naoko Omori     |
| 27. Dezember 2012 | Otoineppu       | 5 km Freistil  | Masako Ishida  | Yuki Kobayashi | Chisa Ōbayashi  |
| 6. Januar 2013    | Sapporo         | 5 km Freistil  | Yuki Kobayashi | Chae-won Lee   | Naoko Omori     |
| 7. Januar 2013    | Sapporo         | 5 km klassisch | Yuki Kobayashi | Naoko Omori    | Chisa Ōbayashi  |

### Gesamtwertung Frauen
| Rang | Name                | Punkte |
| ---- | ------------------- | ------ |
| 1    | Naoko Omori         | 380    |
| 2    | Chisa Ōbayashi      | 375    |
| 3    | Yuki Kobayashi      | 360    |
| 4    | Sumiko Ishigaki     | 295    |
| 5    | Chae-won Lee        | 245    |
| 6    | Masako Ishida       | 200    |
| 7    | Kozue Takizawa      | 198    |
| 8    | Michiko Kashiwabara | 151    |
| 9    | Ikumi Motoyama      | 138    |
| 10   | Yukari Tanaka       | 124    |

| Rang | Name             | Punkte |
| ---- | ---------------- | ------ |
| 11   | Sayuri Yaguchi   | 116    |
| 12.  | Akane Sugiyama   | 103    |
| 13.  | Kana Matsudate   | 98     |
| 14.  | Yuka Otsuka      | 97     |
| 15.  | Asami Sato       | 91     |
| 16.  | Sari Furuya      | 89     |
| 17.  | Satsuki Yamanaka | 77     |
| 18.  | Chinatsu Takeda  | 69     |
| 19.  | Shoko Ishii      | 60     |
| 20.  | Akiko Sakurai    | 58     |